# Język mehri
Język mehri (mahri) – aktualnie najliczniej reprezentowany język współczesny południowoarabski, używany na terenie krajów takich jak: Jemen, Kuwejt, Oman oraz Arabia Saudyjska przez 182 tys. ludzi. Według Ethnologue jego znajomość jest w zaniku.

## Dialekty
- mehri zachodni (mehriyet)
- mehri wschodni (mehriyot)
- nagdi – w Omanie

W obrębie głównych dialektów można zauważyć różnice pomiędzy odmianami miejskimi a beduińskimi.